# Georgetown (Texas)
Georgetown város az USA Texas államában, Williamson megyében, melynek megyeszékhelye is. Lakosainak száma 67 176 fő (2020. április 1.).

## Népesség
A település népességének változása:
| Lakosok száma | 479  | 47 400 | 67 176 |
|               | 1870 | 2010   | 2020   |